# Pfad (Computergrafik)
Ein Pfad beschreibt eine Vektorlinie oder -kurve, die in einem vektorbasierten Grafik- und Zeichenprogramm mithilfe eines Zeichenwerkzeugs erstellt wird. Der Pfad besteht immer aus mindestens zwei Ankerpunkten. Eine Verbindung dieser Ankerpunkte ergibt den Pfad. Er ist eine Abfolge von geraden Linien und/oder Bézierkurven, die durch Ankerpunkte begrenzt ist. Ein Pfad kann durch Endpunkte markiert werden oder auch ein in sich geschlossener Linienzug sein.

## Eigenschaften
Ein Pfad kann entweder offen oder geschlossen sein. Offene Pfade haben einen Anfangspunkt, der nicht mit dem Endpunkt übereinstimmt – z. B. eine gerade Linie. Ein geschlossener Pfad beschreibt eine durchgehende Linie, ohne definierten Anfangs- und Endpunkt – z. B. einen Kreis. Mit Pfaden können auch andere geometrische Formen gezeichnet werden: Polygone, Ellipsen und Sternformen.
Pfade können unterschiedliche Füllungs- und Kontureigenschaften besitzen. Farben oder Verläufe können den inneren Bereich eines Pfades füllen. Ebenso kann die Kontur eine Dicke oder Farbe annehmen.

### Ankerpunkte
Es gibt zwei Arten von Ankerpunkten: Übergangs- oder Kurvenpunkte und Eckpunkte. Kurvenpunkte haben zwei miteinander verbundene Griffe, die bei einer Verschiebung beide reagieren. Eckpunkte haben entweder keinen, einen oder zwei Griffe, diese sind nicht miteinander verbunden. An diesem Punkt ändert ein Pfad abrupt seine Richtung. Bei der Erstellung eines Pfades können Eck- und Kurvenpunkte miteinander kombiniert werden.

### Grifflinien und Griffpunkte
Bei der Bearbeitung eines Ankerpunktes, werden an den Punkten der Verbindungssegmenten Richtungsgriffe angezeigt. Die Griffe bestehen aus Richtungslinien, die in Richtungspunkten enden. Länge und Winkel der Linien bestimmen die Größe und Form der Kurvensegmente. Die Form eines Pfades kann mithilfe der Griffe verändert werden. Dabei bestimmen der Winkel und die Länge der Grifflinie die Form des Pfades.

## Anwendungen
In Grafikprogrammen können Pfade mithilfe von Pfadwerkzeugen, wie dem Freihand-, Kalligrafie- oder Kurven-Werkzeug erstellt werden.